# 小山田小七
小山田 小七（こやまだ こしち、1894年11月12日 - 1961年12月16日）は、日本の財政学者。

## 経歴・人物
福岡県糟屋郡須恵村に生まれる。1914年福岡県立中学修猷館、1917年第五高等学校を経て、1920年7月京都帝国大学法科大学を卒業。
同年10月同大学大学院経済研究科に進み、1922年1月から財政学研究のため文部省在外研究員としてドイツ、イギリス、フランス、イタリア、アメリカ合衆国、メキシコに留学。その間、1924年8月和歌山高等商業学校教授（財政学担当）となり、同年10月京都帝国大学大学院を修了。1927年帰国し、1928年2月和歌山高等商業学校を退職。
1928年3月台北帝国大学教授に就任、1931年2月同大学を退職。1931年3月大阪商科大学教授に就任、1942年5月同大学を退職。1942年6月中華民国北平大学教授に就任、1943年7月同大学を退職。
1950年3月福岡商科大学教授に就任、1953年4月同大学商学部長となる。1956年4月同大学が福岡大学と改称すると法経学部教授となる。